# Compromis de vente
 (avril 2010).
Un compromis de vente, appelé également  promesse synallagmatique de vente est un type de contrat utilisé dans le domaine immobilier.
La signature d’un compromis de vente est un engagement ferme et définitif d'acheter et de vendre un bien immobilier à un prix et des charges convenus, sous réserve de l'accomplissement de diverses conditions suspensives, notamment, que l'acquéreur obtienne un prêt.
La date du transfert de propriété et de jouissance intervient, en principe, à la signature de l'acte authentique de vente établi par un notaire.
Si l'acquéreur ne veut plus acheter alors que toutes les conditions suspensives sont levées (prêt, etc.), le vendeur peut exiger de l'acquéreur le paiement d'une somme dont le montant est fixé dans la clause pénale du contrat (en général 10 % du prix de vente).
Le vendeur, quant à lui, est obligé de vendre et l'acquéreur peut l'assigner devant le tribunal de grande instance pour l'y contraindre. 
Toutefois, une clause dite "pénale" (article 1226 du Code Civil) peut prévoir pour celui qui n'est pas en faute (vendeur ou acquéreur) d'accepter ou non le refus du cocontractant d'exécuter le compromis de vente : 
- L'indemnité que devra alors verser la partie fautive à l'autre pourra s'élever jusqu'à 10 % du prix de vente : c'est la clause pénale.
- En cas d'exécution de cette clause, le montant de l'indemnité pourra cependant être contesté devant un juge (article 1152 du Code Civil[4]).

## Les étapes du compromis de vente
- l'acquéreur (et non le vendeur) dispose d'un délai de rétractation de 10 jours (cf. Loi Hamon) à compter de la première présentation de la lettre recommandée lui notifiant la vente ou à compter du lendemain de la remise en main propre contre récépissé d'une copie de l'acte et de ses annexes.

Pendant ce délai, l'acquéreur peut renoncer à l'achat du bien sans justification (article L.271-1 du Code de la Construction et de l'Habitation) et recouvrer le montant de l'indemnité d'immobilisation versée dans un délai de 21 jours à compter du lendemain de la date de sa rétractation (article L.271-2 du Code de la Construction et de l'Habitation).
- l’acquéreur verse à cette occasion un chèque d’acompte dont le montant varie généralement entre 5 et 10 % du prix de l'acquisition[7].

Cependant, s’agissant d’une négociation entre le vendeur et l’acquéreur, il peut n’être prévu aucun acompte.
- l’acquéreur dispose d’un délai légal minimum d'un mois après la signature pour obtenir son prêt immobilier : c’est une condition suspensive. En cas de non obtention, la vente est annulée.

- le vendeur doit fournir des diagnostics immobiliers (amiante, plomb, performance énergétique etc. …)[8] suivant le bien immobilier, sa date de construction et sa situation géographique.

- pour une copropriété telle que la vente d’un appartement, le vendeur doit fournir entre autres les trois dernières assemblées générales des copropriétaires et l'état descriptif de division-règlement de copropriété.

## Signature définitive
Elle intervient en règle générale dans les trois mois qui suivent la signature du compromis de vente. Trois mois au cours desquels le notaire est chargé de purger plusieurs aspects de la vente et réunir quelques documents (droit de préemption de la mairie et/ou des locataires, certificat d'urbanisme, constat d'assainissement, diagnostics obligatoires...)
À cette occasion, les vendeurs et acquéreurs peuvent être représentés chacun par leur propre notaire, sans surcoût. Dans ce cas, les notaires se partagent leurs émoluments.
Les conséquences juridiques et fiscales attachées à la rédaction d'un compromis de vente en font un acte important puisqu'en effet, cet acte préfigure et constitue en quelque sorte l'acte de vente du fait que la réalisation des conditions suspensives est extérieure à la volonté des parties. Les agences immobilières peuvent prendre en charge cette rédaction et ont toutes les capacités pour le faire à condition de détenir les garanties financières suffisantes et également un compte séquestre dédié au versement des arrhes.
La durée du compromis peut être prolongée par un avenant, si les deux parties sont d'accord.

## En droit québécois
En droit québécois, l'article 1710 du Code civil du Québec affirme qu'une promesse de vente accompagnée de délivrance et possession actuelle équivaut à une vente. L'article 1711 déclare que toute somme versée à l’occasion d’une promesse de vente est présumée être un acompte sur le prix, à moins que le contrat n’en dispose autrement. L'article 1712 dispose que le défaut par le promettant vendeur ou le promettant acheteur de passer titre confère au bénéficiaire de la promesse le droit d’obtenir un jugement qui en tienne lieu.